# Unden
Unden är en sjö i Tiveden i nordöstra Västergötland. Den delas av Gullspångs, Karlsborgs, Laxå och Töreboda kommuner och ingår i Motala ströms huvudavrinningsområde.
Sjön är 108 meter djup, har en yta på 92,8 kvadratkilometer och ligger 117 meter över havet. Den avvattnas söderut genom Edsån (Sågkvarnsbäcken) till sjön Viken. Från den senare går vattnet vidare genom Forsviksån till Vättern.
Unden är klassad som riksintresse[källa behövs]. Den är en grundvattensjö, tillflödet genom botten är cirka 40% av det totala tillflödet. 
Sedan 1977 har Undens Fiskevårdsområde erhållit statsbidrag för kalkningsåtgärder. Kalkstenskross har körts ut på rödingens lekplatser och tillrinningssjöarna kalkas regelbundet med helikopter.

## Fakta om Unden
- Tillflöden: 13 bäckar med total längd 28 km
- Tillflödenas sjöareal: 497 ha
- Vattnets omloppstid: 36 år
- Årlig nederbörd: 742 mm = 244 miljoner m³
- Årlig avtappning: 95 miljoner m³
- Årlig avdunstning och upptag av växter: 149 miljoner m³
- Högsta dämningsgräns: 118,04 meter över havet
- Lägsta dämningsgräns: 116,75 meter över havet

## Vattenkraft
Avtappning sker genom tre kraftverk som ägs av Sätra Bruk AB. Avtappningen är som mest 6 m³ per sekund (= 518 400 m³ per dygn). Göta Kanalbolag som har den ursprungliga vattenrätten förser kanalen med erforderlig vattennivå för seglation. Avtappningen går även då genom kraftverken.

## Delavrinningsområde
Unden ingår i delavrinningsområde (652000-142183) som SMHI kallar för Utloppet av Unden. Delavrinningsområdets medelhöjd är 136 m ö.h. och ytan är 209,64 kvadratkilometer. Räknas de 7 delavrinningsområdena uppströms in blir den ackumulerade arean 309,68 kvadratkilometer. Edsån (Sågkvarnsbäcken) som avvattnar delavrinningsområdets har biflödesordning 2, vilket innebär vattnet flödar genom totalt 2 vattendrag innan det når havet efter 179 kilometer. Delavrinningsområdet består mestadels av skog (47 %). Avrinningsområdet har 94,24 kvadratkilometer vattenytor vilket ger avrinningsområdet en sjöprocent på 44,9 %.

## Fisk
Vid provfiske har följande fisk fångats i sjön:
| - Abborre - Elritsa - Gärs - Gädda - Lake - Löja | - Mört - Nors - Röding - Sik - Stensimpa - Storspigg |

Unden är en av Sveriges främsta storrödingsjöar[källa behövs], både sjöns topografi och dess ekosystem är lämpligt för rödingproduktion.